# Howard Kettler

Courier

Howard Kettler (1919-1999) was een Amerikaanse typograaf.
Hij werkte als drukker en als krantenuitgever voor hij in 1952 bij IBM aan de slag ging. Drie jaar later ontwierp hij Courier, dat een van de meest gebruikte lettertypes van de 20ste eeuw werd.
Kettler was een mentor en raadgever voor verscheidene andere typografen, onder meer voor Adrian Frutiger toen die zijn lettertypes aanpaste voor gebruik op IBM-toestellen.
- Gemeinsame Normdatei: 142777978
- Virtual International Authority File: 160290363